# هوبير موراي
هوبير موراي (بالإنجليزية: Hubert Murray)‏ هو قاضي أسترالي، ولد في 29 ديسمبر 1861 في سيدني في أستراليا، وتوفي في 27 فبراير 1940 في بابوا غينيا الجديدة.

## وصلات خارجية
- هوبير موراي على موقع الموسوعة البريطانية (الإنجليزية)